# Нікелеві руди
Нікелеві руди (рос. никелевые руды, англ. nickel ores; нім. Nickelerze n pl) — мінеральні утворення з вмістом нікелю у таких кількостях, що його доцільно вилучати.

## Мінеральний склад
У природі відомо бл. 100 мінералів, до складу яких входить нікель. Головними мінералами-носіями нікелю є: пентландит (Fe, Ni)S (22-42 %), мілерит NiS(65 %), нікелін NiAs (44 %), хлоантит NiAs3-2 (4,5-21,2 %), полідиміт Ni3S4 (40-54 %), і герсдорфіт NiAsS (26-40 %), в силікатних рудах — ґарнієрит NiO•SiO2•H2О(NiO 46 %), непуїт 12NiO•3SiO2•2H2О (20–46 %) і ревдинськіт 3(Ni, Mg)О• 2SiO2• H2О (46 %). У зонах окиснення арсенових руд розвивається анаберґіт Ni3As3О8•8Н2О (37 %), який має лише пошукове значення.

## Класифікація

Н.р. поділяють на сульфідні мідно-нікелеві і силікатні нікелеві.
Мідно-нікелеві представлені такими гол. рудними мінералами: піротин, пентландит, халькопірит і магнетит. Переважаюча частина родов. цих руд приурочена до докембрійських кристалічних щитів і древніх платформ. Суцільні і вкраплені руди залягають у вигляді пласто- і жилоподібних тіл, лінз і жил. Для рудних тіл докембрійських родов. характерне переважно круте падіння, довжина за падінням 0,5-2 км і за простяганням 0,2-3 км. Потужність їх змінюється від 1 до 50 (300) м. Рудні тіла палеозойських і мезозойських родов. часто характеризуються майже горизонтальним заляганням, значною протяжністю при потужності пластоподібних покладів 4-50 м.
Силікатні Н.р. — пухкі, глиноподібні утворення кори вивітрювання ультрабазитів, що містять Ni у концентраціях 0,75-4 % і більше. Гол. мінерали: гарнієрит, нонтроніт, непуїт, ревдинськіт, кероліт, гідроґетит, ґетит, асболан, гідрохлорит. Крім нікелю, силікатні Н.р. містять 0,03-0,12 % Со.
За ін. класифікацією промислові родовища нікелю поділяють на:
- магматичні,
- плутоногенні,
- гідротермальні,
- кори вивітрювання.

Лікваційні магматичні родовища сульфідних мідно-нікелевих руд відомі на Кольському півострові (Печенга, Алареченське, Монча), в Красноярському краї (Талнах, Октябрське, Норильськ-1), Фінляндії (Порі), Швеції (Кльова), Канаді (Садбері, Томпсон), США (Стіллуотер) і ПАР (Бушвельд, Інсізва), Австралії. Вони пов'язані з диференційованими базит-гіпербазитовими масивами, збагаченими магнієм.
Руди бувають сингенетичними вкрапленими, рідше масивними, і епігенетичними ін'єкційними масивними та брекчієвими. Звичайно вони комплексні, крім нікелю і міді, містять Pt, Pd, Rh, Rn, Co, Se, Te; характеризуються досить витриманим мінеральним складом. Головні рудні мінерали — піротин, халькопірит, пентландит; другорядні — магнетит, пірит, кубаніт, борніт, полідиміт, нікелін, мілерит, віоларит, спериліт і куперит.
За В. М. Креймером промислові родовища нікелевих руд поділяють на два типи (див. табл.).

## Локалізація
Плутоногенні гідротермальні родовища комплексних руд, що містять нікель (Ni-Cu, Ni-Co-Ag, Ni-Pb-Zn, Co-Ni-Ag-Bi-U), відомі: в РФ (Ховуакси, Тува), Марокко (Бу-Аззер), Канаді (Кобальт, Ельдорадо), М'янмі (Боудвін), Чехії і Німеччині (Рудні гори). Головні мінерали: рудні — нікелін, шмальтин, хлоантит, скутерудит, сафлорит; жильні — кварц, кальцит. Другорядні: рудні — глаукодот, арсенопірит, герсдорфіт, кобальтин, лелінгіт, халькопірит, борніт, сфалерит, ґаленіт, самородне срібло, самородний бісмут, іноді уранова смолка; жильні — доломіт, родохрозит, хлорит, іноді серпентин.
Родовища силікатних нікелевих руд кори вивітрювання відомі: на Уралі (Кемпірсайське, Сахарінське, Буриктальське, Рогожинське, Черемшанське), на о. Нова Каледонія, в Індонезії, на Кубі, в Бразилії, США, Австралії, Греції і Албанії.
У Новій Каледонії відомо до 1500 родовищ силікатних руд нікелю. Верхні горизонти кори вивітрювання представлені за-лізистими латеритами, які в нижній частині (на глибині 10-27 см) збагачені ґарнієритом. Він утворює гнізда, в яких він цементує уламки брекчій, і прожилки, а також жили потужністю від 0,1 до 45 м, в середньому 1 м. Вони простежуються на глибину 50-100 м, іноді до 150 м. У низах кори вивітрювання зустрічаються руди із вмістом 3-4 % Со; вміст нікелю досягає 3-4 %. До латеритних кір вивітрювання приурочене й родовище Бонао, Домініканська Республіка.
За кількістю запасів родовища Н.р. поділяють на унікальні, великі, середні та дрібні. Унікальні родовища (в Новій Каледонії; Садбері в Канаді) містять понад 500 тис. т металу, великі — 500—250 тис. т, середні 250—100 тис. т, дрібні менше 100 тис. т. Багаті сульфідні руди містять нікелю понад 1 %, рядові — 1-0,5 %, бідні — 0,5-0,1 %; багаті силікатні руди мають в своєму складі нікелю понад 2 %, рядові — 2-1,3 % і бідні — 1,3-1 %.
Загальні світові запаси Н.р. бл. 210 млн т. Гол. видобувні країни: Канада, Н.Каледонія, Австралія. 
На території України нікелеві руди виявлено на Побужжі (6 родовищ) та в Сер. Придніпров'ї (4 родовища). У Побузькій групі розробляється Деренюхське та Липовеньківське родов. Готується до експлуатації Тарнаватське родов. Через порівняно суттєві глибини залягання (40-50 м), розміщення на орних землях, значну віддаленість від заводу розробка родовищ Сер. Придніпров'я визнана на кінець ХХ ст. нерентабельною.